# Coselgi
Coselgi社（コセルギ）は、1961年に設立された、イタリアの補聴器メーカーである。本社は、イタリア・ローマに所在する。
オーダーメイド補聴器・耳かけ型補聴器・メガネ型補聴器を取り扱っている。特にメガネ型補聴器においては、骨導式・気導式の2種類で多器種を揃えている。
日本ではコルチトーン補聴器株式会社が同社メガネ型骨導式補聴器を販売。